# Depot von Müncheberg
Das Depot von Müncheberg ist ein archäologischer Depotfund aus der Frühbronzezeit, der bei Müncheberg (Landkreis Märkisch-Oderland) entdeckt wurde.
Der Hortfund besteht aus einem Ösenhalsring und vier Ringen mit übereinanderliegenden Enden. Er wird der Aunjetitzer Kultur zugeordnet.